# Нэве-Розьер

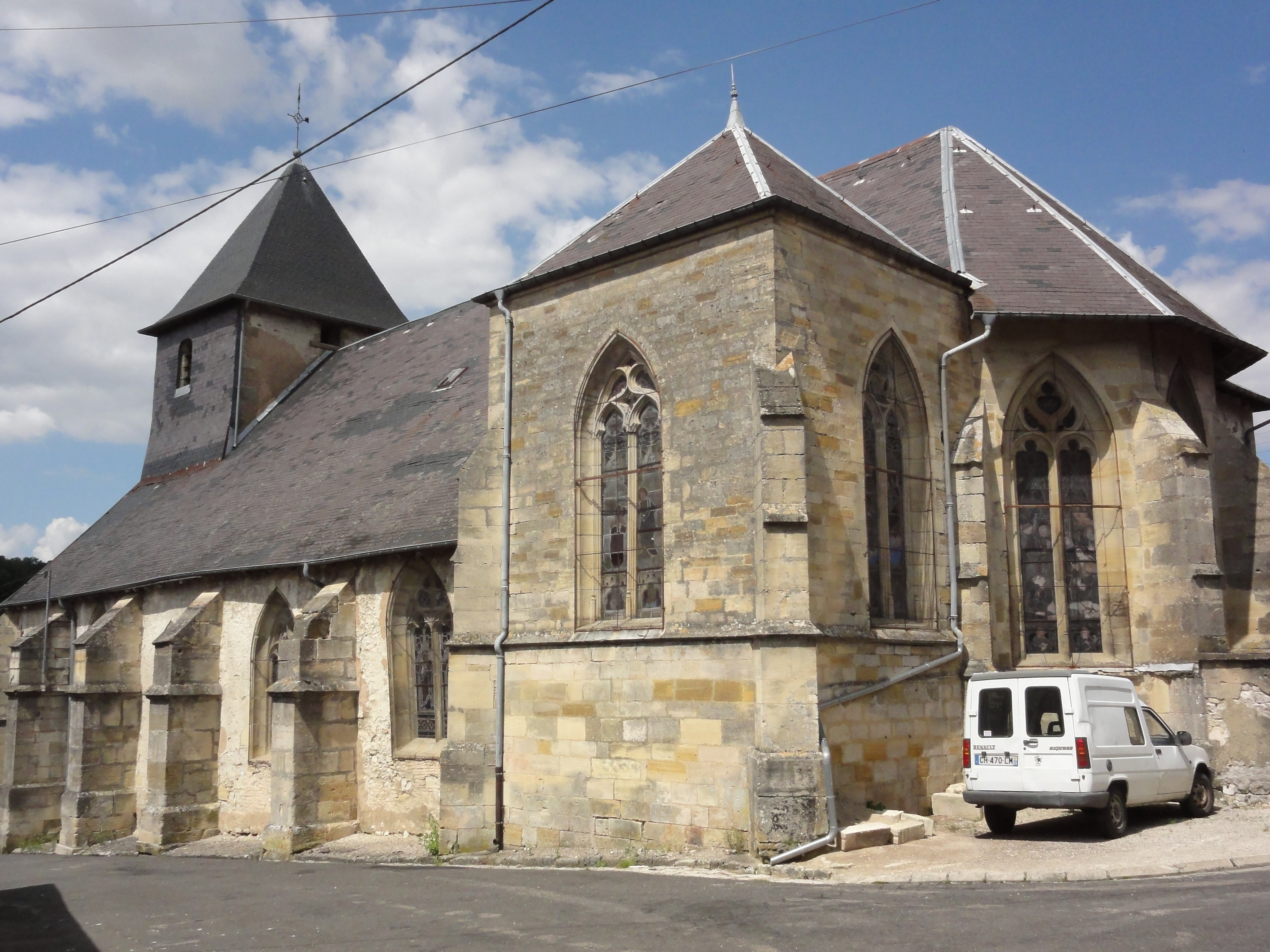
Церковь Сен-Морис

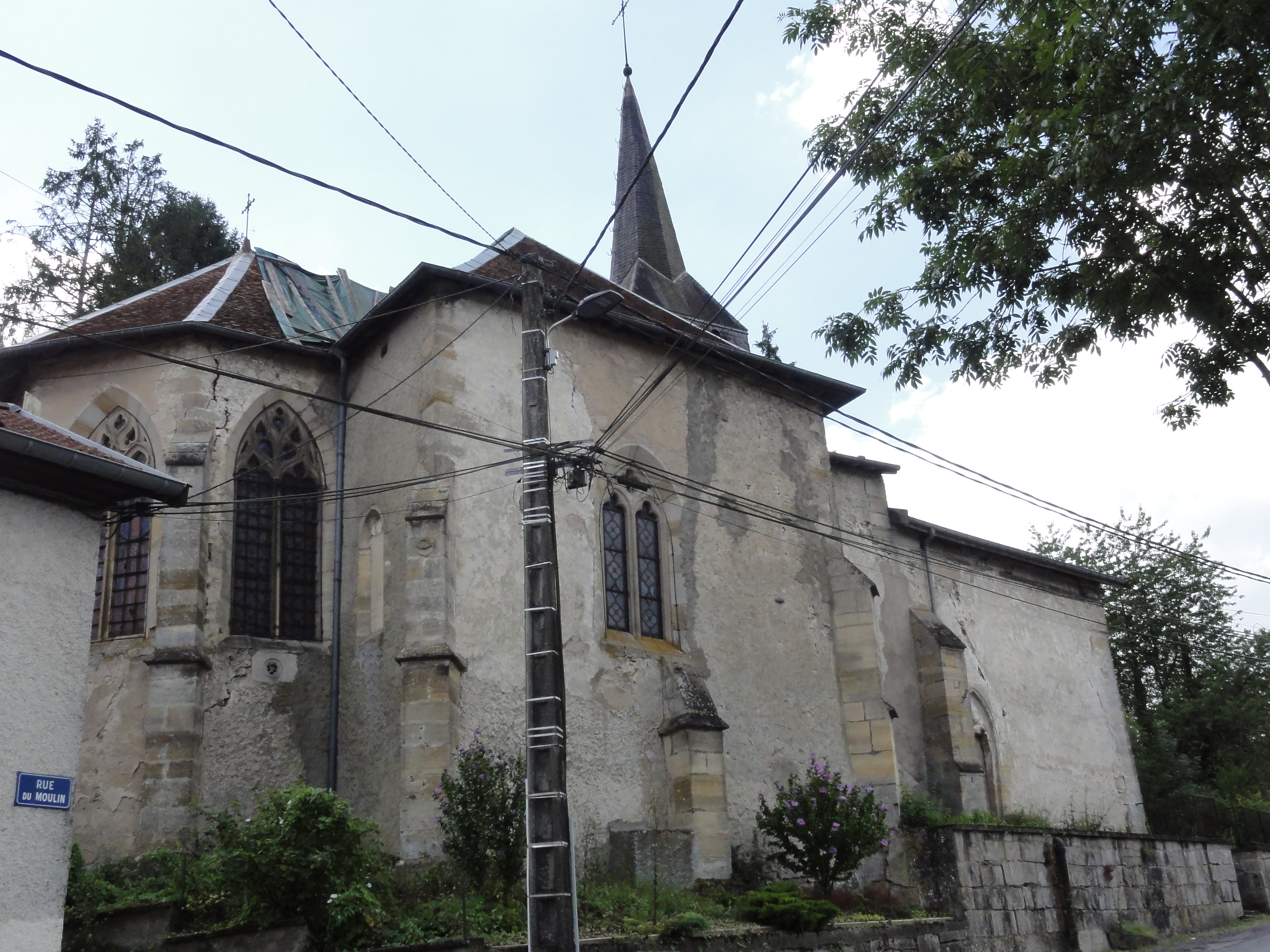
Церковь Сен-Пьер

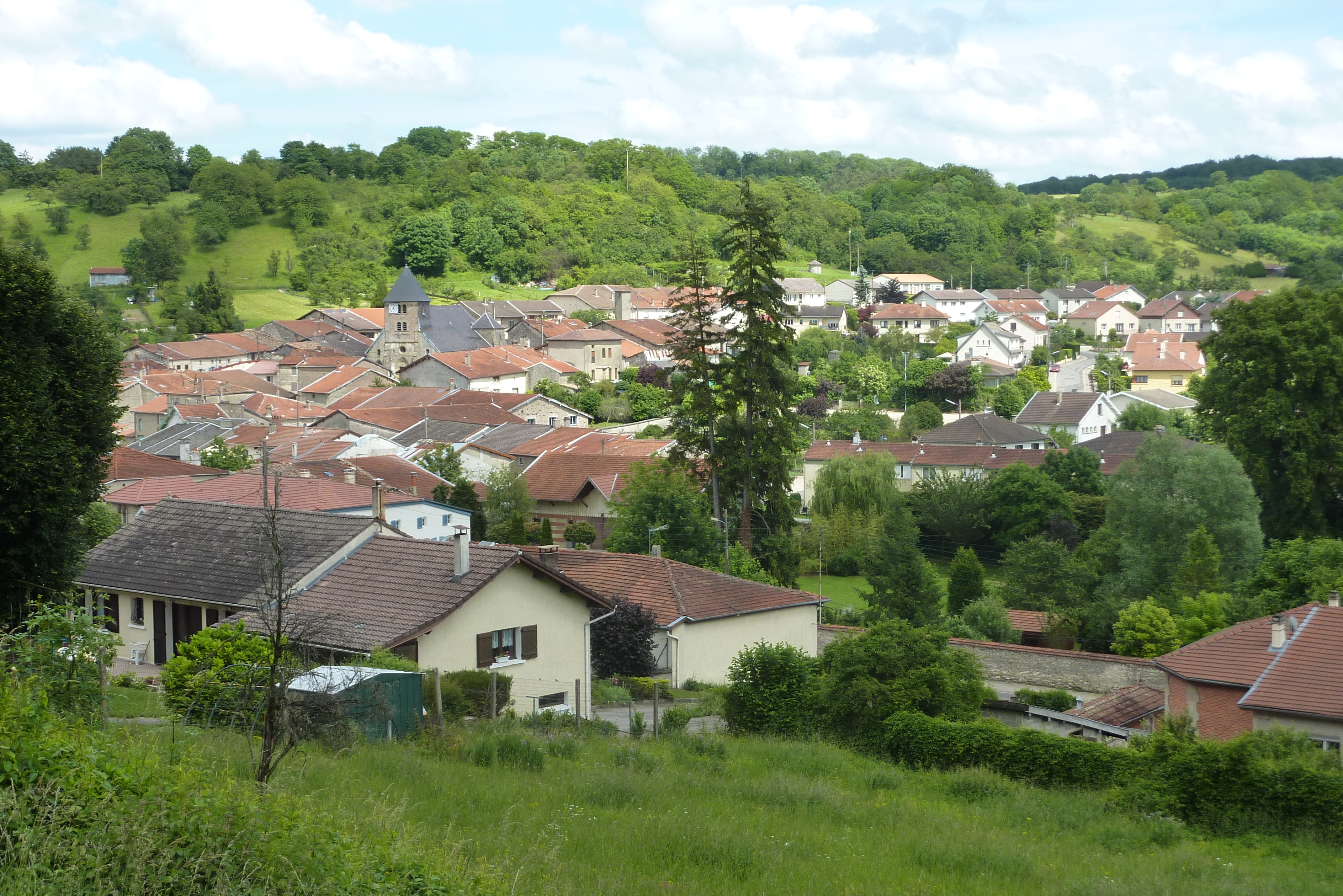
Нэве-Розьер

Нэве-Розьер (фр. Naives-Rosières) — город и коммуна департамента Мёз региона Гранд-Эст на северо -востоке Франции. Входит в состав округа Бар-ле-Дюк.
Находится примерно в трёх километрах к северо-востоку от Бар-ле-Дюк. Соседствует с коммунами Вавинкур на севере, Румон на северо-востоке, Эриз-Сен-Дизье на востоке, Кюли на юго-востоке, Рессон на юге, Бар-ле-Дюк на юго-западе и Бехонн на юго-западе.
Расположен на высоте 200—347 м. Площадь — 15,93 км². Население на 1 января 2019 г. — 803 чел. Плотность — 50 жителей/км².

## Достопримечательности
- Церковь Сен-Морис 15/16 века с конной статуей, исторический памятник.
- Церковь Сен-Пьер 15-16 века

## Известные уроженцы
- Жакмино, Жан-Игнас-Жак (1754—1813) — французский политический деятель.